# 25-й Нью-Йоркский пехотный полк
25-й Нью-Йоркский пехотный полк (25th New York Infantry Regiment так же Kerrigan Rangers) — представлял собой один из пехотных полков армии Союза во время Гражданской войны в США. Полк был набран весной 1861 года в Нью-Йорке и участвовал во всех сражениях на Востоке, от сражения при Хановер-Кортхауз до сражения при Чанселорсвилле и был расформирован в июне 1863 года в связи с истечением срока службы. Часть рядовых перешла в 44-й Нью-Йоркский пехотный полк.

## Формирование
Полк начал набираться в городе Нью-Йорк по инициативе Джеймса Керригана, ветерана мексиканской войны и участника экспедиции Уокера в Никарагуа. 11 мая роты полка были приняты на службу в армию штата Нью-Йорк, но офицеры были приняты на службу только 26 июня. Первым командиром полка стал полковник Джеймс Керриган, подполковником Эдвард Чарльз, майором Дордж Монтджой.

## Боевой путь
3 июля полк покинул Нью-Йорк и отправился в Вашингтон, где был включён в гарнизон форта Олбани. 21 июля он был включён в состав бригады Маккуна. Так как майор Монтджой дезертировал днём ранее, то майором в этот день был назначен первый лейтенант Генри Саваж. 4 августа полк был включен в состав бригады Дэвида Хантера. В сентябре полк стал частью бригады Баттерфилда, в дивизии Портера. 4 октября подполковник Эдвард Чарльз подал в отставку и майор Чарльз Джонсон 17-го Нью-Йоркского полка был переведён в полк и повышен до подполковника.
В марте 1862 года полк был включён в 1-ю бригаду (Мартиндейла) 1-й дивизии III корпуса (дивизии Портера). К тому времени полк использовался в основном для пикетной службы, за его дисциплиной не следили, и он постепенно утрачивал боеспособность. По приказу Мартиндейла сразу же начались жёсткие тренировки, и к маю 1862 года полк вернули в боеспособное состояние. 6 марта полковника Керригана отстранили от командования за небрежение обязанностями и за «отвратительное состояние полка». Подполковник Джонсон получил звание полковника задним числом от 21 февраля.
16 марта полк был отправлен на Вирджинский полуостров и принял участие в осаде Йорктауна. 17 апреля майор Саваж стал подполковником, а капитан Эдвин Гилберт стал майором.  18 мая дивизия Портера была переведена в V корпус Потомакской армии.
27 мая 1862 года бригада Мартиндейла была задействована в сражении при Хановер-Кортхауз, в ходе которого полк потерял 158 человек из 349-ти. Полк потерял 5 офицеров и 32 рядовых убитыми, полковник Джонсон, подполковник Саваж, 4 офицера и 63 рядовых были ранены. 1 офицер и 50 рядовых попали в плен.